# Reyhanlı (district)
Reyhanlı is een Turks district in de provincie Hatay en telt 82.391 inwoners (2007). Het district heeft een oppervlakte van 410,0 km². Hoofdplaats is Reyhanlı.
De bevolkingsontwikkeling van het district is weergegeven in onderstaande tabel.
| 1997   | 2000   | 2007   |
| ------ | ------ | ------ |
| 66.165 | 74.225 | 82.391 |